# Otites lamed
Otites lamed ist eine Art aus der Familie der Schmuckfliegen (Ulidiidae).

## Merkmale
Die Fliegen erreichen eine Körperlänge von 5 bis 10 Millimetern. Der Thorax ist dicht grau bestäubt, das Mesonotum trägt zwei feine, braune Längsstreifen. Der Hinterleib ist ebenso grau bestäubt. Ihr Kopf ist gelb und ist überall, außer auf der Mitte der Stirn und am Untergesicht dicht weißlich bestäubt. Die Mitte der Stirn ist mit bräunlich gefärbten Streifen flankiert. Am oberen Teil der Backen befinden sich weitere braune Streifen, vom Augenrand bis zum Unterrand der Wangen. Sowohl die Schwingkölbchen (Halteren) als auch die Beine sind gelb gefärbt. Auf den Flügeln befinden sich am Vorderrand drei dunkle Flecken, der Apikalsaum ist ebenso dunkel. Nahe dem Flügelhinterrand sind die Flügeladern dunkel gefärbt. 

## Vorkommen und Lebensweise
Die Tiere kommen in Süd- und Mitteleuropa vor. Man kann sie im Sommer an buschreichen Waldrändern beobachten.

## Belege